# Per Bengtsson (krögare)
Per Bengtsson, född 1967, är källarmästare och en av ägarna till restaurang PM & Vänner i Växjö. Per Bengtsson driver PM & Vänner tillsammans med Monica Carlsson sedan 1992. Innan hade han bland annat studerat ekonomi i USA och arbetat som kock i Bordeaux. Bengtsson har röstats fram som Årets krögare på Restauranggalan, utsetts till Årets Werner 2010 och fått Gastronomiska akademiens diplom samma år. Som företagare har han utnämnts till Årets marknadsförare 2005. Tillsammans med Monica Carlsson har han också fått Göthe Parkanders pris 2011, utsetts till Årets företagare 2003 och blivit Årets Kronobergare 2008.